# Phaonia yanggaoensis
Phaonia yanggaoensis este o specie de muște din genul Phaonia, familia Muscidae, descrisă de Ma în anul 1992.
Este endemică în Shanxi. Conform Catalogue of Life specia Phaonia yanggaoensis nu are subspecii cunoscute.